# Chapelain conventuel
Le chapelain conventuel est un prêtre admis dans l'ordre de Saint-Jean de Jérusalem ayant déjà reçu les ordres mineurs.
Le nombre des chapelains conventuels était, au début du XVIIe siècle de 90, il fut réduit par le Chapitre général à 21 en 1631, il passa à 24 en 1706 pour rester stable par la suite.

## Définition
Les chapelains conventuels étaient reçus sans avoir besoin de faire leurs preuves de noblesse. Au bout d'un an dans l'Ordre, ils accédaient aux ordres majeurs, à l'âge de 18 ans au sous-diaconat, à 22 ans au diaconat et à 26 ans à la prêtrise. Ces frères chapelains étaient d'un rang inférieur aux frères chevaliers.
Ils étaient attachés aux principales églises de l'Ordre. Le chapelain de l'église conventuelle de Saint-Jean de la Valette avait le titre de prieur conventuel, il avait le même rang que l'évêque de Malte et siégeait aux Chapitres généraux et au Sacré conseil.
S'ils assuraient les services religieux de l'Ordre, ils devaient aussi l’aumônerie, comme l'aumônerie des galères de La Religion, l'administration des sacrements aux malades des hôpitaux de l'Ordre et aux autres frères, les frères chevaliers ne pouvaient se confesser qu'auprès d'eux. Ils devaient aussi prier pour le grand maître et les bienfaiteurs de l'Ordre
Avec les frères chevaliers, ils pouvaient brigués une commanderie après cinq ans de résidence en couvent à Rhodes ou à Malte et deux caravanes à la place des quatre ou cinq demandées aux chevaliers.
Souvent les frères chapelains remplissaient des fonctions administratives au couvent ou dans les instances provinciales. La plus haute fonction à laquelle pouvait prétendre un frère chapelain conventuel était celle de vice chancelier. C'est un chapelain conventuel qui dirigeait le conseil conventuel, gouvernement politique et religieux de l'Ordre. C'est aussi un chapelain conventuel qui avait la charge de prieur de la Sacra Infermeria, de chapelain du palais du grand maître, de maître des pages, de chapelains des monastères de religieuses de l'Ordre, de la desserte des églises et chapelles des auberges des langues et de toutes les chapelles militaires, celle de la prison des esclaves, des forts, du lazaret et aussi la fonction de recteur de la grotte de saint Paul à Rabat à Malte.

## Sources
- Alain Blondy, L'ordre de Malte au XVIIIe siècle, des dernières splendeurs à la ruine, Paris, Bouchene, 2002